# Kostel svatého Jana Křtitele (Březí)
Kostel svatého Jana Křtitele je římskokatolický kostel v obci Březí v okrese Břeclav. Je chráněn jako kulturní památka České republiky.

## Historie
Jedná se o již druhý chrám v Březí. Původní kostel se začal stavět roku 1691. V roce 1836 byla věž tohoto kostela zvýšena, ale již příštího roku opět snížena do původního stavu, protože hrozilo nebezpečí zřícení. V roce 1853 padlo rozhodnutí postavit kostel zcela nový. Vysvěcen byl roku 1862.
Nový kostel potřeboval vybavení, na které ovšem církevní prostředky nestačily, a tak pomáhali dobrodinci. Jakub Kern, místní rodák, majitel domu ve Vídni, věnoval z vlastního popudu kostelu velký křišťálový lustr. Byl 4,5 m vysoký, měl v průměru 2,25 m a vážil 252 kg. Jde o největší křišťálový lustr v Evropě.
Od samého počátku novostavbu kostela provázely problémy. Ve zdech se ukázaly pukliny, které se neustále rozšiřovaly. V domnění, že tašky na střeše jsou pro stavbu příliš velkým zatížením, byly v roce 1874 nahrazeny střechou z pozinkovaného plechu. Za šest roků poté při bouři byly strženy tašky na věži. Oprava si vyžádala 800 zlatých, věž tedy byla také pokryta pozinkovaným plechem. V roce 1882 popraskaly svorníky zdiva, musely být nahrazeny novými, silnějšími. V roce 1908 prošel kostel důkladnou renovací.
Jedná se o jednolodní stavbu s odsazeným kněžištěm, k němuž přiléhá čtyřboká sakristie.

Fasády člení hluboké vpadlé výplně, v nichž jsou prolomena vysoká půlkruhovitě ukončená okna, rámovaná slepými oblouky na pilastrech. Zařízení pochází z doby vzniku stavby se staršími jednotlivostmi.
Jde o farní kostel farnosti Březí u Mikulova.